# TI-83

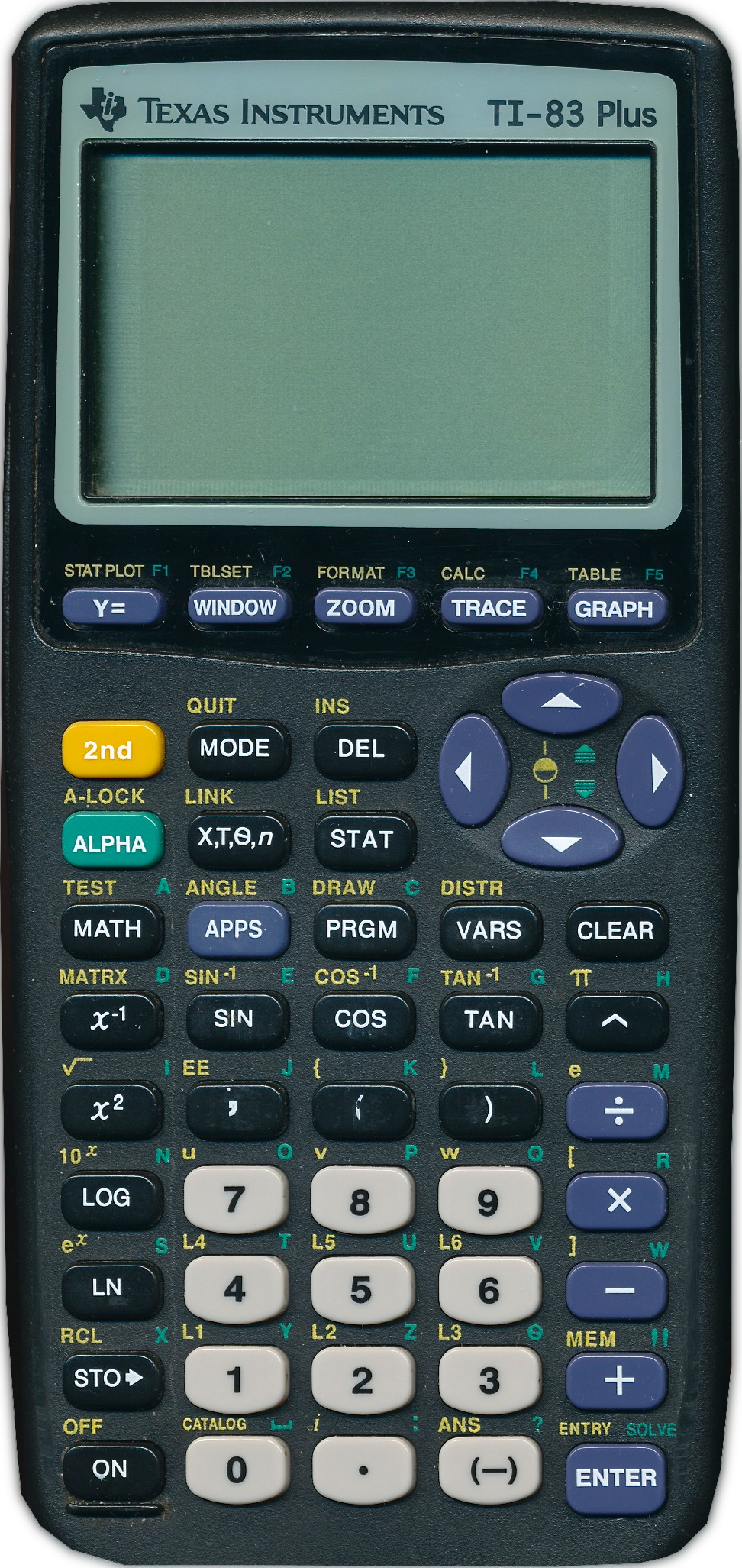
Frontansicht eines TI-83 Plus

Der TI-83 ist ein grafikfähiger Taschenrechner, der von Texas Instruments (TI) entwickelt wurde. Das erste Modell wurde 1996 auf den Markt gebracht, sein Nachfolger, der TI-83 Plus, drei Jahre später. Im Jahr 2004 erschien der TI-84 Plus, der erhöhte Speicherkapazität aufweist.

## Eigenschaften
Die nachfolgende Tabelle zeigt die technischen Eigenschaften des Ti-83 im Vergleich zu TI-84.
|                        | TI-83                  | TI-83 Plus             | TI-83 Plus Silver Edition | TI-84 Plus             | TI-84 Plus Silver Edition | TI-84 Plus C Silver Edition |
| Prozessor              | Zilog Z80              | Zilog Z80              | Zilog Z80                 | Zilog Z80              | Zilog Z80                 | Zilog Z80                   |
| Taktfrequenz           | 6 MHz                  | 6 MHz                  | 15 MHz                    | 15 MHz                 | 15 MHz                    | 15 MHz                      |
| RAM, gesamt            | 32 kB                  | 32 kB                  | 128 kB                    | 48/128 kB a            | 48/128 kB a               | 48/128 kB a                 |
| RAM, verfügbar b       | 27 kB                  | 24 kB                  | 24 kB                     | 24 kB                  | 24 kB                     | 21 kB                       |
| Flash ROM, gesamt      | 512 kB                 | 512 kB                 | 2048 kB                   | 1024 kB                | 2048 kB                   | 4096 kB                     |
| Flash ROM, verfügbar b | –                      | 160 kB                 | 1500 kB                   | 480 kB                 | 1500 kB                   | 3500 kB                     |
| Bildschirmtyp          | monochrom              | monochrom              | monochrom                 | monochrom              | monochrom                 | 65.536 Farben               |
| Bildschirmauflösung    | 96 × 64 Pixel          | 96 × 64 Pixel          | 96 × 64 Pixel             | 96 × 64 Pixel          | 96 × 64 Pixel             | 320 × 240 Pixel             |
| Stromversorgung        | 4 × Mignon-Batterie    | 4 × Mignon-Batterie    | 4 × Mignon-Batterie       | 4 × Mignon-Batterie    | 4 × Mignon-Batterie       | Li-Ion-Akku                 |
| Stromversorgung        | 1 × CR1616 oder CR1620 | 1 × CR1616 oder CR1620 | 1 × CR1616 oder CR1620    | 1 × CR1616 oder CR1620 | 1 × CR1616 oder CR1620    | –                           |
| Erstveröffentlichung   | 1996                   | 1999                   | 2001                      | 2004                   | 2005                      | 2013                        |

## Funktionsübersicht TI-83 Plus
Der Taschenrechner hat eine kontraststarke, achtzeilige, teilbare Anzeige mit je 16 Zeichen. Er unterstützt verschiedene Programmiersprachen (TI-Basic, C und Z80-Assembler) und erlaubt Eingabe, Speicherung und Darstellung von bis zu 10 rechtwinkligen, 6 parametrischen, und 6 polaren Funktionen sowie 3 Folgen, sowie 
- Interaktive graphische Analyse mit Ableitungen und Integralen.TI-83 Plus Silver Edition

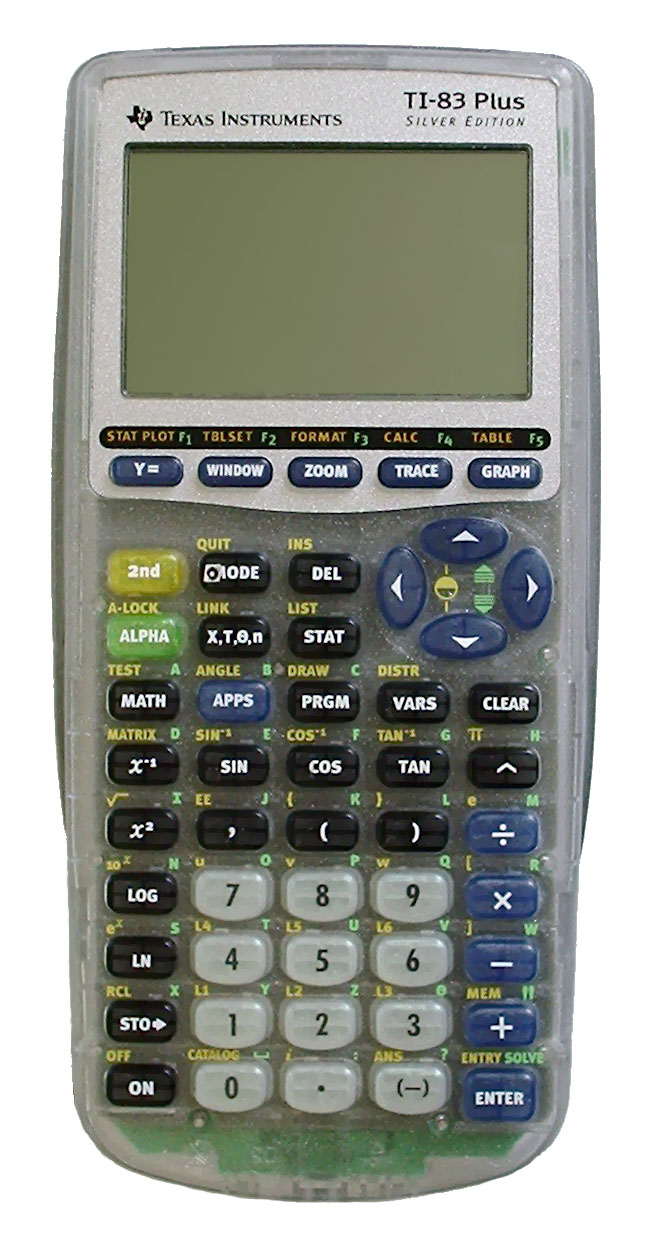
TI-83 Plus Silver Edition

- Fortgeschrittene Statistikfunktionen, inklusive Hypothesentests und Berechnung von Konfidenzintervallen. Wahrscheinlichkeitsverteilungen.
- Benutzerdefinierte Listennamen mit bis zu 999 Elementen.
- Speichern und Analysieren von bis zu 10 Matrizen, deren Größe nur durch den verfügbaren Speicher begrenzt ist.
- Gleichungslöser.
- Abmessungen: 82 × 183,9 × 21 mm
- numerischer Differenzierer mit Hilfe des Programms Symbolic[2]
- Aktuelle Version des Betriebssystems: 1.19

Der TI-83 Plus Silver Edition verfügt darüber hinaus über eine höhere Speicherkapazität (die auch die des TI-84 Plus weitaus übertrifft).

## Gebrochener Signaturschlüssel
Das Betriebssystem des TI-83 Plus ist mit einem RSA-Schlüssel signiert. Da der Schlüssel lediglich eine Länge von 512 Bit besitzt, gelang es Mitgliedern des United-TI-Forums, den Schlüssel mit Hilfe von gewöhnlichen PCs zu brechen, um veränderte Versionen des Betriebssystems zu installieren. Es gilt als der erste Fall, bei dem ein in der Praxis relevanter 512 Bit RSA-Schlüssel gebrochen wurde. Texas Instruments versuchte die Verbreitung des Schlüssels mit Hilfe des Digital Millennium Copyright Act zu verhindern, aus Protest dagegen wurde der Schlüssel an vielen Stellen im Netz gespiegelt, unter anderem von Wikileaks.